# Joaquim Pinto Vieira
Joaquim Pinto Vieira, nasceu em 1946 no Lugar do Outeiro, em Avintes, e é pintor formado pela Escola de Belas Artes do Porto. 
Fez carreira docente desde 1974 no curso de arquitectura da Universidade do Porto onde atingiu a categoria de professor catedrático de desenho. Está aposentado desde 2009. Dirigiu também a disciplina de desenho do Curso de Arquitetura  da Universidade do Minho desde a sua fundação. Dirigiu dois cursos de Mestrado em Design Industrial, em 1990 na Universidade Porto. publicou sobre estas matérias artigos em diversas publicações.  
Desenvolveu actividades em diversas áreas como; investigação sobre a fotografia no Porto no séc. XIX, de que publicou artigos na revista Colóquio-Artes sobre Frederick W. Flower e Domingos Alvão;  direcção com Vitor Silva da edição da Revista PSIAX, sobre desenho e imagem, onde publicou alguns dos diversos textos que escreveu sobre desenho e imagem; criação de obras de arte decorativa em diversos locais, obras cénicas em vários grupos de teatro e obras de design gráfico; exposições individuais, desde 1968, de obras de pintura e desenho e participação em diversas exposições colectivas, estando representado na colecção do Museu de Serralves e do Museu Soares dos Reis e em várias colecções particulares. A sua obra artística, teórica e pedagógica pode ser consultada ou apreciada nos blogs http//www.pintovieiradesenho,blogspot.com ; http//www.drawingdesenhodibujo.blogspot.com e em http//www.pintovieiraensinodesenho.blogspot.com